# Isometría

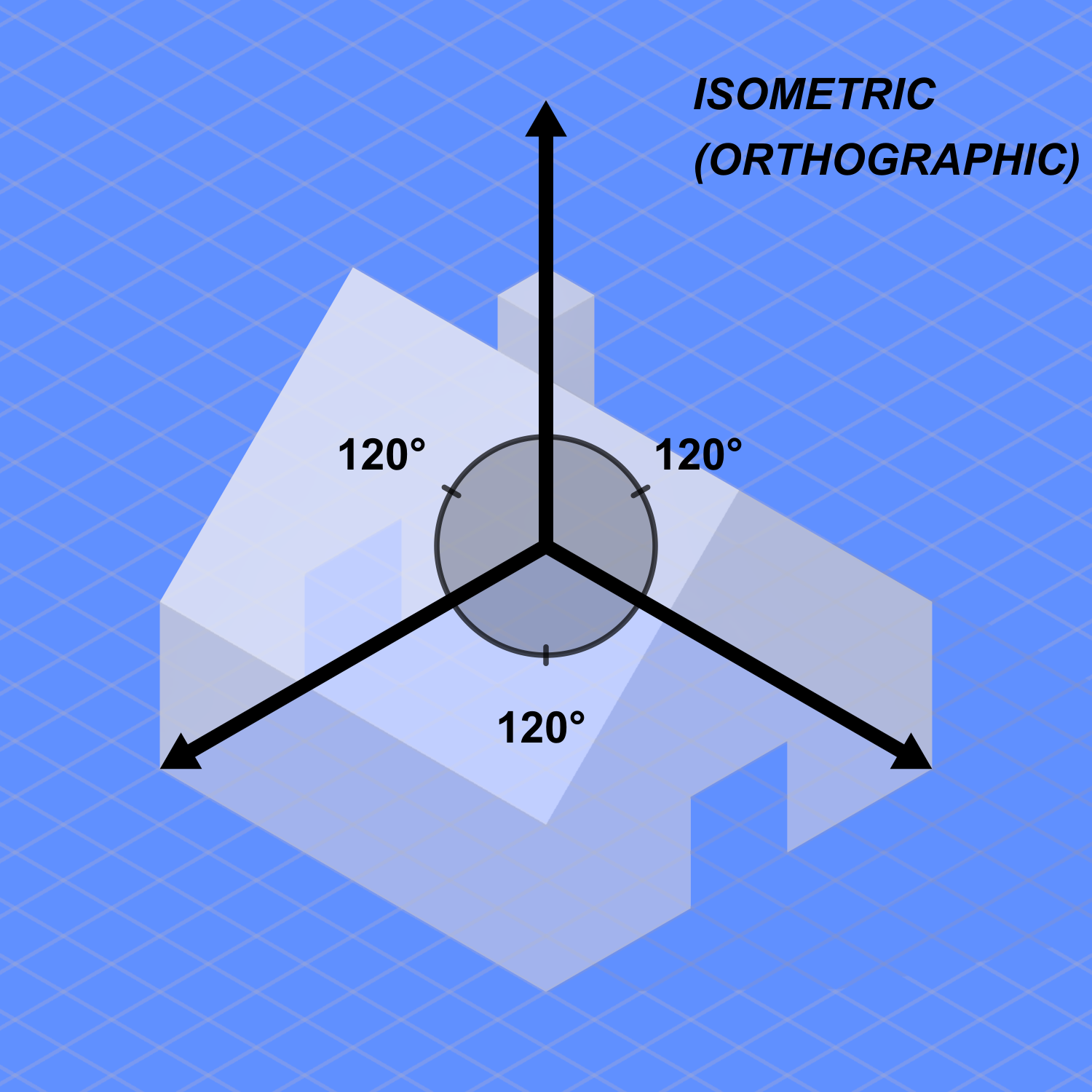
isometria

Una isometría es una aplicación matemática entre dos espacios métricos que conserva las distancias entre los puntos. Es decir, las isometrías son los morfismos de la categoría de espacios métricos. Dado un espacio euclídeo de dos o tres dimensiones, dos figuras u objetos se dice que existe isometría cuando son congruentes entre sí, o viceversa. Es el caso de las rotaciones.
Las isometrías se usan en ocasiones para una construcción donde un espacio M' es dependiente de otro espacio M.

## Definición
En geometría, una isometría es una transformación que preserva la distancia entre los puntos y los ángulos entre las líneas. En otras palabras, una isometría es una operación en la que la rotación, traslación y reflexión no alteran las longitudes ni las formas de las figuras geométricas.
Formalmente si E1 y E2 son dos espacios métricos una isometría φ viene definida por lo siguiente:

{\displaystyle \varphi :E_{1}\to E_{2}\qquad \forall (x,y)\in E_{1}\times E_{1}:\ d_{1}(x,y)=d_{2}(\varphi (x),\varphi (y))}

Siendo d1(·,·) y d2(·,·) las respectivas funciones de distancia en los dos espacios métricos E1 y E2.

## Propiedades conservadas en las isometrías
Las isometrías son transformaciones geométricas que desempeñan un papel esencial en la geometría y la teoría de grupos dentro de un espacio euclidiano. Estas transformaciones tienen la notoria habilidad de preservar múltiples propiedades significativas de las figuras geométricas a las que se aplican. Entre estas propiedades destacan la conservación de distancias y formas. En el ámbito de la geometría, cuando una isometría se aplica a un objeto, se asegura que características como ángulos, longitudes, paralelismo y simetría, entre otras, se mantengan intactas. Esto convierte a las isometrías en herramientas fundamentales para el análisis y la comprensión de estructuras geométricas, permitiendo la preservación de la integridad de las figuras en el espacio euclidiano.

### Longitud y distancia
Las isometrías preservan las longitudes y las distancias entre puntos. Esto significa que si dos puntos A y B están a una distancia d en el espacio original, sus imágenes bajo una isometría conservarán la misma distancia d en el espacio transformado.

## Ejemplos
- Una rotación en el espacio euclídeo es una isometría del espacio euclídeo tridimensional.
- Una traslación en el espacio euclídeo es una isometría, también lo es la composición de un número arbitrario de traslaciones y rotaciones. El conjunto de todas las rotaciones y traslaciones de un espacio euclídeo n-dimensional forman un grupo de isometría de dimensión {\displaystyle n+(n(n-1)/2)}.
- El operador de evolución temporal {\displaystyle U_{t}:S\to \mathbb {R} ^{3}}, que describe el movimiento de un sólido rígido S es un grupo uniparamétrico de isometrías del espacio euclídeo tridimensional.
- Cada operador unitario {\displaystyle {\hat {\mathbf {U} }}_{t}=\exp(i{\hat {\mathbf {H} }}t/\hbar )} que da la evolución de un sistema cuántico cuyo hamiltoniano es {\displaystyle {\hat {\mathbf {H} }}} es una isometría sobre un espacio de Hilbert de dimensión infinita.
- La traslación es una isometría afín en la que una figura es desplazada a otra posición que no es la original manteniendo igualmente todas las propiedades de la primera figura.
- Otro tipo de isometría afín más conocido es la simetría en la que todos los puntos de una figura u objeto mantienen una relación con respecto de un punto, recta o plano (referencia). Según su tipo se pueden diferenciar simetría central(con respecto de un punto), simetría axial(con respecto de una recta) o simetría bilateral(con respecto de un plano).
- La rotación es una isometría afín en la que se gira un objeto con respecto a un punto exterior o del propio objeto, o de acuerdo a otros parámetros como un ángulo o un sentido frecuentemente dado por un vector.
- La reflexión es una isometría que invierte una figura a través de una línea recta llamada eje de reflexión. Cada punto en la figura original es reflejado a una distancia igual al otro lado de la línea, manteniendo la misma distancia al eje de reflexión. Los puntos en el eje de reflexión permanecen inalterados. [5]

## Grupo de isometría
El conjunto de todas las aplicaciones que son isometrías de un conjunto contenido en un espacio métrico forma un grupo conocido como grupo de isometría del conjunto. En un espacio euclídeo de dimensión n el grupo de isometría {\displaystyle G_{iso}\,} de cualquier conjunto es un subgrupo del grupo producto formado a partir del grupo ortogonal y el grupo de traslaciones:

{\displaystyle G_{iso}\subset O(n)\times \mathbb {R} ^{n}}

## Isometría lineal
Dados dos espacios vectoriales normados V y W, una isometría lineal es una aplicación lineal {\displaystyle f\colon V\rightarrow W} que conserva la norma:
{\displaystyle \|f(v)\|=\|v\|}
para todo {\displaystyle v\in V}. En este sentido, una isometría conserva la distancia inducida por la norma del espacio vectorial. Una isometría se llama global si es sobreyectiva.
En un espacio prehilbertiano (un espacio vectorial dotado de producto escalar), la anterior definición es equivalente a que
{\displaystyle \langle f(v),f(v)\rangle =\langle v,v\rangle \quad \forall v\in V}
y esto, a que se conserve el producto escalar:
{\displaystyle \langle f(u),f(v)\rangle =\langle u,v\rangle \quad \forall u,v\in V}.
En efecto, que esta igualdad implica la anterior es trivial; el recíproco se deduce de que el producto escalar queda determinado por la norma según la identidad del paralelogramo:
{\displaystyle \langle u,v\rangle ={\|u+v\|^{2}-\|u-v\|^{2} \over 4}.}
Si se conserva la norma, el producto escalar, dado por esta identidad, también.
Según el teorema de Mazur-Ulam, cualquier isometría de un espacio vectorial normado en el cuerpo de los números reales es afín.
Por cómo se definen los ángulos en un espacio vectorial, toda isometría lineal conserva los ángulos, es decir, una isometría lineal es una aplicación conforme lineal.